# 聖赫納羅德博科諾伊托市

聖赫納羅德博科諾伊托市（西班牙語：Municipio San Genaro de Boconoíto），是委內瑞拉的一個市，位於該國西北部波圖格薩州，首府設於博科諾伊托，面積1,031平方公里，海拔高度200米，2001年人口18,822，人口密度每平方公里18.3人。